# St.-Marien-Kirche (Pasewalk)

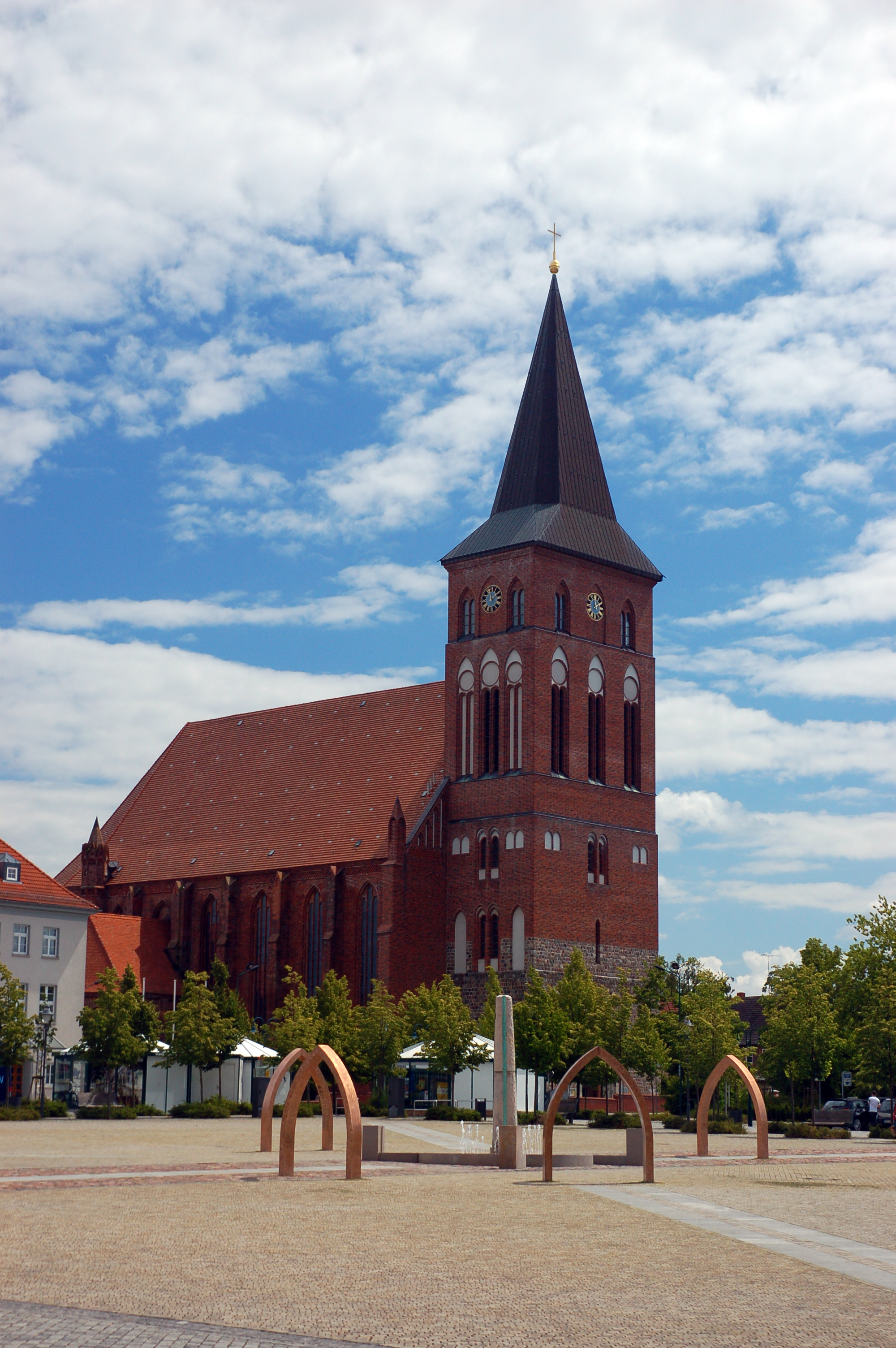
Blick auf St. Marien vom sanierten Marktplatz aus

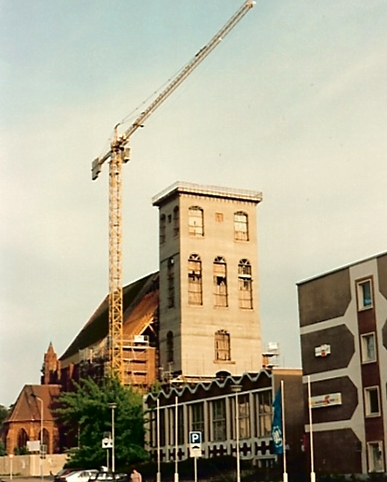
Wiederaufbau des Turms, 1993

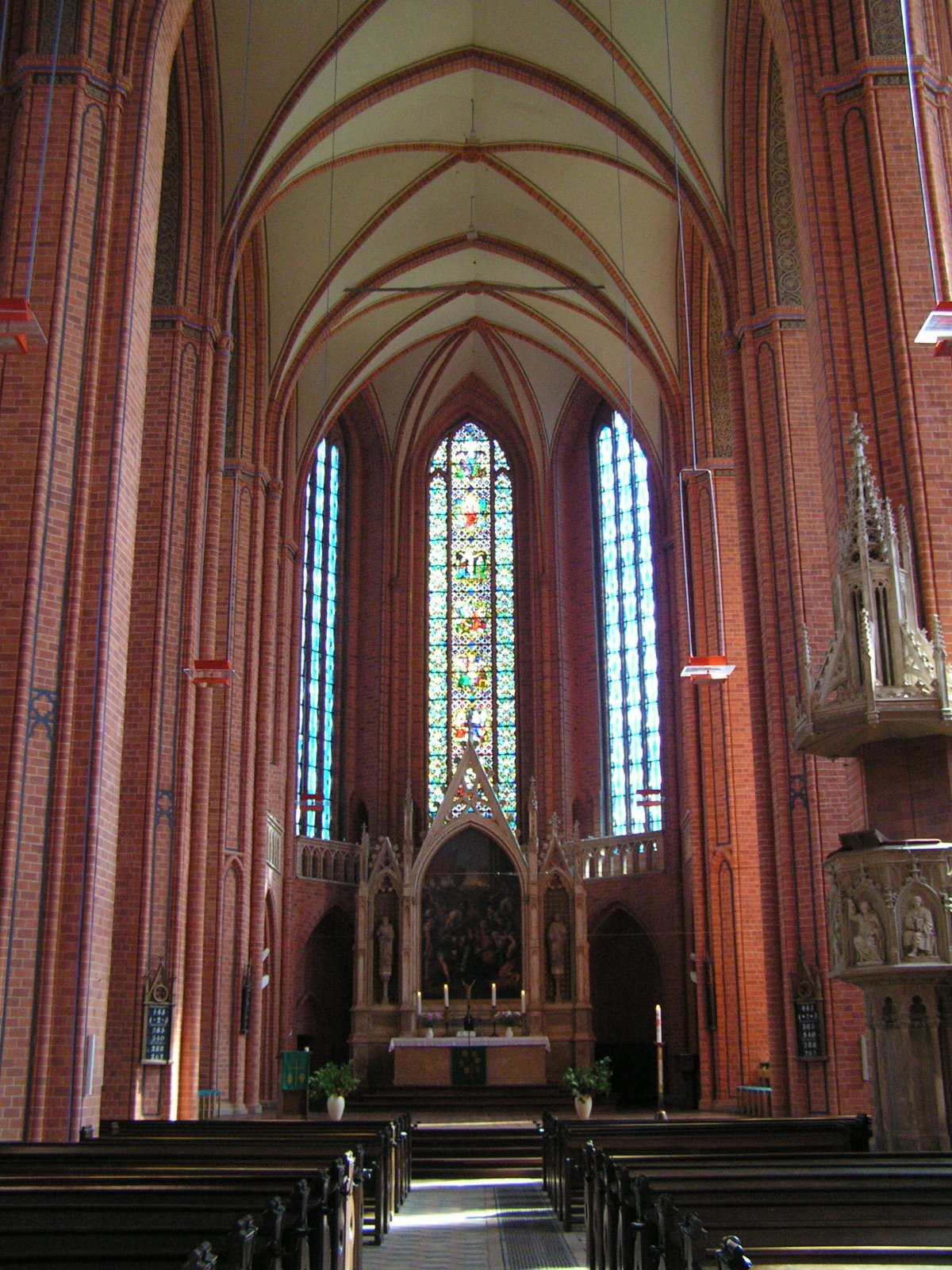
Innenansicht

Die St.-Marien-Kirche (auch Marienkirche) in Pasewalk ist eine Hallenkirche aus dem 14. Jahrhundert im Stil der norddeutschen Backsteingotik.

## Geschichte
Ein älterer Vorgängerbau aus Feldsteinen wurde als Marktkirche 1178 erstmals erwähnt. Älteste Teile des heutigen, gotischen Bauwerks sind die Grundmauern des Turms und Teile der Westwand aus der zweiten Hälfte des 13. Jahrhunderts. Als Baumaterial diente etwas behauener Feldstein, sogenannte Feldsteinquader, im 13. Jahrhundert bei Kirchen im Greifenherzogtum Pommern vielerorts verwendet. Die übrigen Teile der dreischiffigen Hallenkirche wurden von 1325 bis 1350 aus Backstein errichtet, das Langhaus mit seinen im Mittelschiff sieben rechteckigen Jochen und im Osten ein 5/8 -Chorabschluss. In dieser Zeit stockte man den Turm um das dritte Geschoss auf und verzierte ihn mit einer reichen Blendengliederung. Anfang des 15. Jahrhunderts baute man im Norden des Schiffs eine polygonale Kapelle an. Im Dreißigjährigen Krieg brannten die kaiserlichen Truppen am 7. August 1630 den Turm nieder. Er stürzte in das Kirchenschiff und zerstörte die Gewölbe im Langhaus sowie das Dach. Bis zu diesem Krieg waren die Gemeinden der Marienkirche sowie der Nikolaikirche selbstständig und hatten jeweils einen eigenen Pfarrer. Letzterer musste jedoch auch in St. Spiritus predigen.
Friedrich Wilhelm I. ermöglichte 1734 den Wiederaufbau, bei dem bis 1736 die Gewölbe erneuert wurden. Der Altar, eine Orgel sowie Beichtstühle aus der durch einen Blitzschlag zerstörten Marienkirche in Stettin wurden 1795 in Pasewalk eingebaut. Zwischen 1841 und 1863 erfolgte eine Restaurierung der Kirche und der Kapelle mit einer reicheren Gestaltung der Fassaden nach Plänen von Friedrich August Stüler. Dabei wurde auch der Turm nach Plänen des Landbaumeisters Brockmann um ein weiteres Geschoss mit einer Galerie aufgestockt. Außerdem beseitigte man architektonische Fehler, die beim Aufbau 1734 entstanden waren. Der Kirchturm erhielt einen achteckigen Turmhelm, der bis in das 20. Jahrhundert das Stadtbild prägte. Des Weiteren erbaute man eine Orgel von Kaltschmidt, die seinerzeit zu den größten Orgeln Pommerns zählte.
Den Zweiten Weltkrieg überstand die Kirche im Gegensatz zu Pasewalk fast unbeschädigt. Lediglich einige Fenster sowie das Dach wiesen Schäden auf. Das Dach konnte 1947 mit einem Provisorium gedeckt werden, sodass zu Pfingsten 1948 der erste Gottesdienst stattfand. 1958 erfolgten Sicherungsarbeiten am Turmhelm. Vier Jahre später ersetzte man das Provisorium des Langhausdaches. Der Turmhelm sowie die Uhr wurden 1983 instand gesetzt. Allerdings zeigten sich bereits im Dezember 1983 erste Schäden am Turm, als die schmalen Mauerwerkspfosten im zweiten Geschoss auf der Turmrückseite zwischen den Fensternischen zusammenbrachen. Es kam zu Ausbauchungen an der Nord- und Westwand des Turmes. Am 3. Dezember 1984 stürzte die Nordwestecke des Turms ein; einen Tag später ein weiterer Teil. Aus Sicherheitsgründen entschloss man sich dazu, den kompletten Turm am 8. Dezember zu sprengen. Dabei wurden die Westwand sowie auch die Kaltschmidt-Orgel zerstört. Noch während der Planungen, ab 1985 den Kirchturm wieder aufzubauen, richtete ein Orkan 1986 weitere Schäden am Dach der noch ungesicherten Kirche an. 1987 und 1988 begann der Wiederaufbau des Turms unter Verwendung eines 0,7 Meter dicken Betongleitkernes und der Westwand des Schiffes. Die Grundsteinlegung für den Turm fand 1988 statt.
Nach der Wende gründete sich im April 1990 eine Bürgerinitiative, aus der ein Förderverein zum Wiederaufbau der Kirche entstand. Durch seine Initiative zog man 1990 und 1991 die Stahlbetondecken und Treppen in den Turm ein. Mit Mitteln des Landes und der Stadt im Rahmen der  Städtebauförderung sowie der Pommerschen Evangelischen Kirche und der Kirchengemeinde erhielt 1992/94 der Turmkern die Ummauerung aus Backsteinen und den neuen 26,5 Meter hohen und 120 Tonnen schweren Turmhelm. Die Kirchturmspitze entsprach nicht der früheren Form. Das Stufenportal wurde in dieser Zeit ebenfalls neu aufgebaut. 1993 erhielt die Kirchengemeinde fünf neue Glocken der Firma Rinker aus Sinn in Hessen.
Der Kirchvorplatz wurde 1999 in Rahmen der Städtebauförderung neu gestaltet.

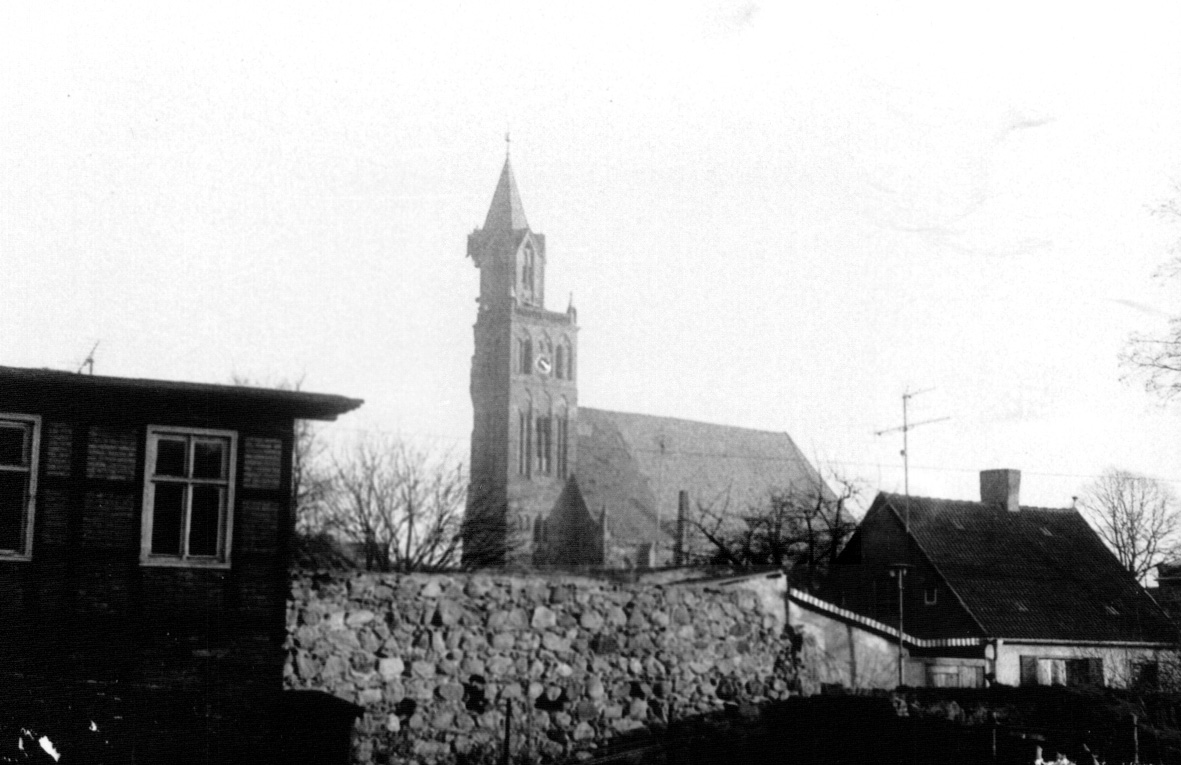
Marienkirche mit 1984 teilweise eingestürztem Turm

## Architektur

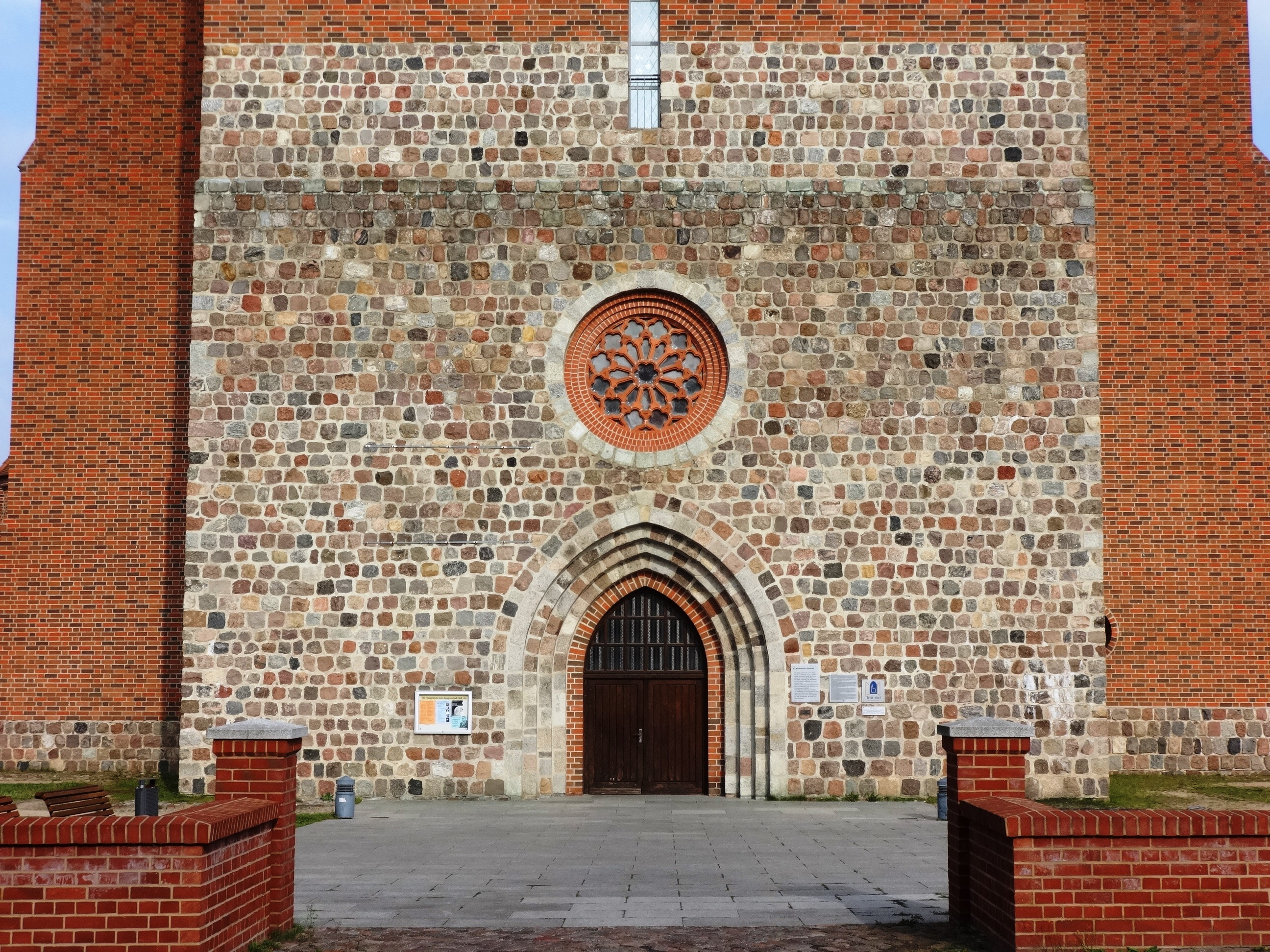
Westportal

Die Seitenschiffe weisen eine Länge von sechs quadratischen Jochen und einem siebten Joch für zwei abgeschlossene Kapellen sowie einem unregelmäßigen Joch als Übergang zum polygonalen Abschluss des Mittelschiffs auf. Die achteckigen Pfeiler haben vorgelegte Runddienste mit Laubwerkkapitellen, die das Gewölbe tragen. Das ursprüngliche Gewölbe ist zerstört und wurde 1734 durch ein Kreuzrippengewölbe ersetzt. An den inneren Schiffswänden befinden sich in jedem zweiten Joch zwei spitzbogige Blenden mit Rundstabeinfassungen und darüber ein schmaler Laufgang, der die Pfeilervorlagen durchbricht. Hohe, schlanke, dreigeteilte Fenster gliedern die Seitenfassaden und die dazwischen liegenden einfachen Strebepfeiler. Neben der Ost-Kapelle befindet sich ein kleiner achteckiger schlanker Treppenturm mit Wimpergen und gemauertem Helm. Ein Maßwerkfries bildet den Übergang zum Satteldach. Drei Portale befinden sich an den West-, Nord- und Südseiten. An der Nordseite schließt nach dem vierten Joch eine achteckige Kapelle mit einem Sterngewölbe an. Unterhalb der Traufe ist ein breites Maßwerkfrieß erkennbar.
Der querrechteckige Westturm hat vier Geschosse. Das vierte Geschoss bestand seit der Mitte des 19. Jahrhunderts aus einem oktogonalen neugotischen Türmchen mit einem einfachen spitzen Turmhelm. In den beiden unteren Geschossen befand sich ein mehrfach abgetrepptes spitzbogiges Portal mit einfachem Blendschmuck.
Der Turmhelm trägt eine Kugel mit einem Durchmesser von einem Meter sowie ein Kreuz mit einer Höhe von 2,7 Metern. Die Bekrönung, d. h. Kugel, Zwischenverbindung und Kreuz, gelangt damit auf eine Gesamthöhe von 5,2 Metern. Der Turm ist damit insgesamt 78,5 Meter hoch.

## Ausstattung
Der Hochaltar und die Kanzel aus Kunststein mit reichem Maßwerk am Korb und Schalldeckel entstanden im neugotischen Stil. Der Kanzelkorb trägt von Friedrich Wilhelm Dankberg modellierte Reliefs der Reformatoren Martin Luther, Johannes Bugenhagen und Philipp Melanchthon sowie des Bischofs Otto von Bamberg. In der Altarwand befindet sich eine Kopie der Kreuztragung Christi (Raffael) von Georg Friedrich Bolte, zu Seiten des Bildes stehen Figuren der Apostel Petrus und Paulus von Bildhauer Gustav Willgohs. Auch die neue Glasmalerei in den Fenstern geht auf Entwürfe von Friedrich August Stüler zurück. Der Chorscheitel ist mit einer Glasmalerei von Heinrich Oidtmann verziert und zeigt unter anderem das Abendmahl Jesu.

## Orgel

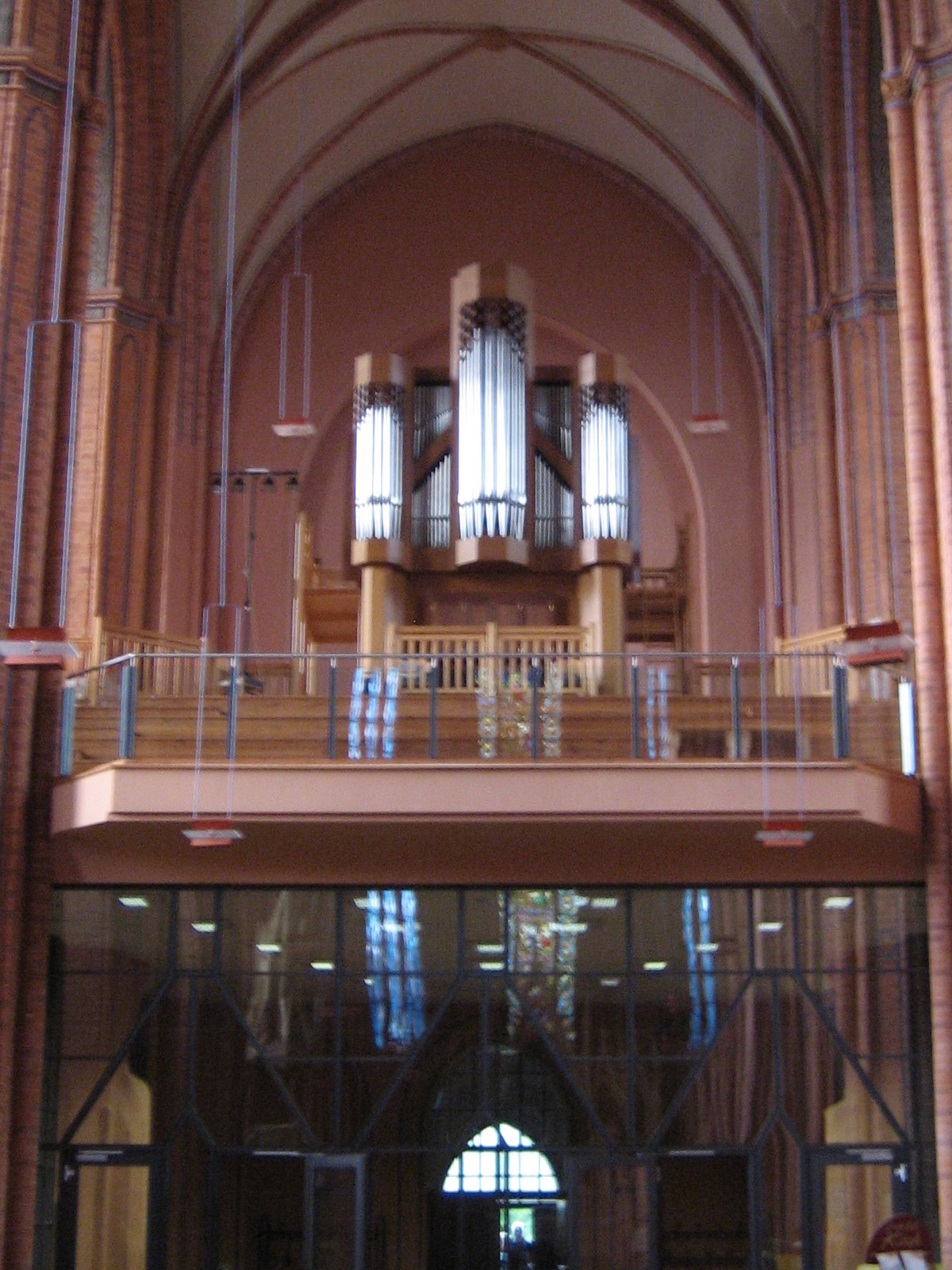
Die Sauer-Orgel auf der Westempore

Die erste Orgel der Marienkirche wurde 1795 gemeinsam mit weiteren Ausstattungsgegenständen der zerstörten gleichnamigen Kirche aus Stettin erworben und in Pasewalk eingebaut.
Dieses Instrument wurde im Zuge der Umgestaltung des Innenraums 1863 durch eine 64-registrige Kaltschmidt-Orgel ersetzt, die jedoch nicht erhalten ist. Sie wurde im Dezember 1984 zerstört, als nach einem Teileinsturz des Kirchturms bei der Sprengung der Turmruine auch die westliche Giebelwand der Kirche mit der Orgelempore zertrümmert wurde. Die Disposition dieser Orgel ist durch eine zeitgenössische Veröffentlichung in der Musikzeitschrift Urania im Jahr 1864 überliefert.
Die für die Marienkirche neu erbaute Orgel, das Opus Nr. 2256 aus der Werkstatt W. Sauer Orgelbau Frankfurt (Oder), wurde zunächst in die Pasewalker Nikolaikirche eingebaut und am 29. August 1992 geweiht. Nach ihrer Umsetzung in die Marienkirche fand dort am 3. August 2003 eine erneute Orgelweihe statt.
Die Sauer-Orgel hat 20 klingende Register, die auf zwei Manuale und Pedal verteilt sind.
Die Disposition des Instrumentes lautet wie folgt:
| I Hauptwerk C–g3 |               |     |
| 1.               | Prinzipal     | 8′  |
| 2.               | Hohlflöte     | 8′  |
| 3.               | Oktave        | 4′  |
| 4.               | Nachthorn     | 4′  |
| 5.               | Superoktave   | 2′  |
| 6.               | Mixtur III–IV |     |
| 7.               | Cornet V      |     |
| 8.               | Fagott        | 16′ |
| 9.               | Trompete      | 8′  |

| II Solowerk C–g3 |                    |       |
| 10.              | Bordun             | 8′    |
| 11.              | Viola da Gamba     | 8′    |
| 12.              | Gemshorn           | 4′    |
|                  | Nasat (aus Nr. 14) | 2 ⁄3′ |
| 13.              | Sopranino          | 2′    |
| 14.              | Sesquialter II     | 2 ⁄3′ |
| 15.              | Cor anglais        | 8′    |
| 16.              | Vox humana         | 8′    |
|                  | Tremulant          |       |

| Pedal C–f1 |                     |     |
| 17.        | Subbass             | 16′ |
| 18.        | Prinzipalbass       | 8′  |
|            | Bassflöte (= Nr. 2) | 8′  |
| 19.        | Oktave              | 4′  |
|            | Nachthorn (= Nr. 4) | 4′  |
|            | Fagott (= Nr. 8)    | 16′ |
|            | Trompete (= Nr. 9)  | 8′  |
| 20.        | Clairon             | 4′  |

- Koppeln:  II/I, I/P, II/P
- Spielhilfen: Jalousieschweller

## Geläut

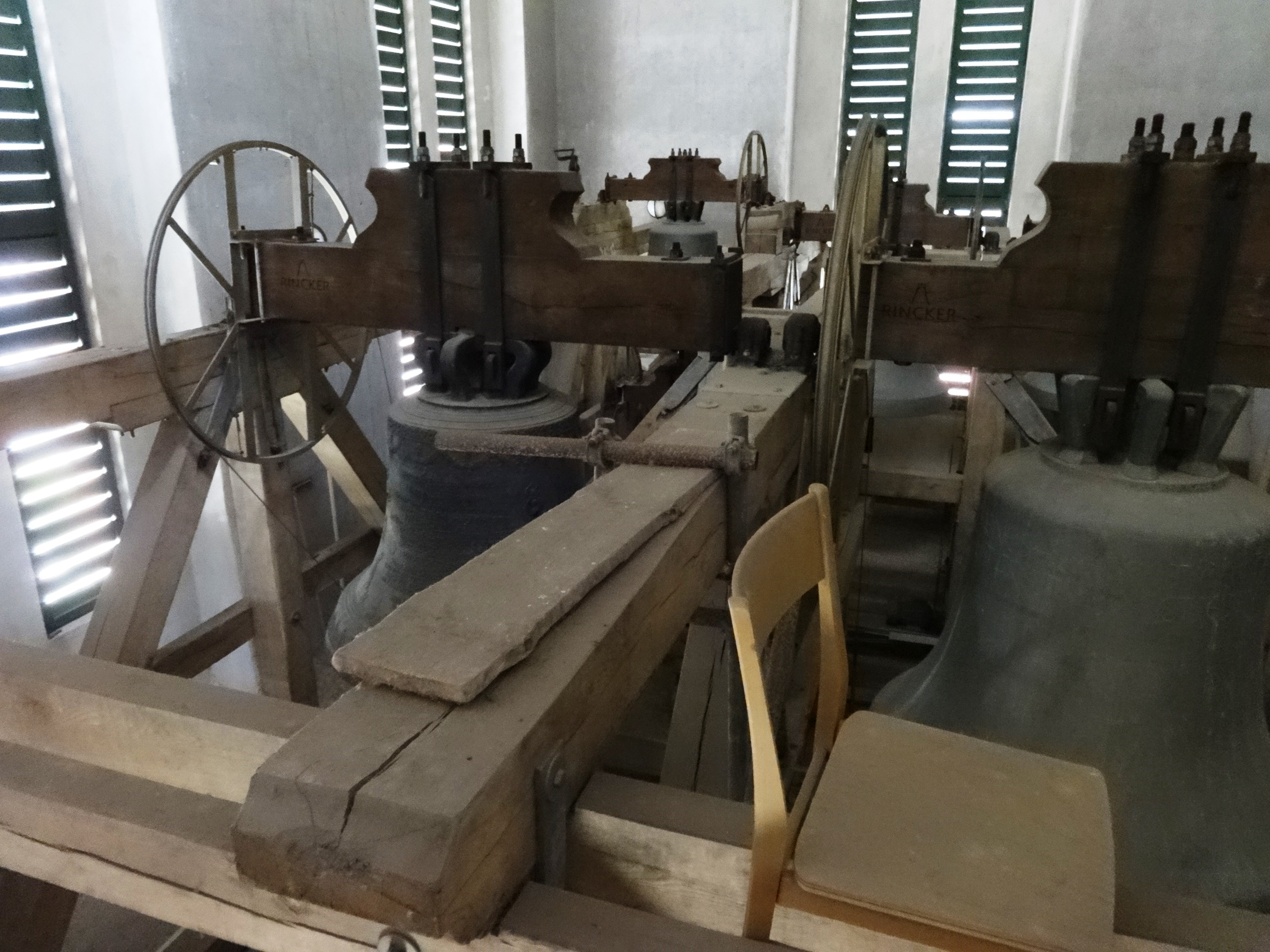
Geläut

Das Geläut der Kirche besteht insgesamt aus sechs Glocken mit einem Gesamtgewicht von 8560 kg. Die größte Glocke ist die Festtagsglocke mit 3140 kg und dem Schlagton h0. Sie wird von der Abendmahlsglocke gefolgt, die als einzige der sechs Glocken aus dem Jahr 1814 stammt. Bei einem Gewicht von 1885 kg weist sie den Schlagton cis‘ auf. Sie musste im Zweiten Weltkrieg abgegeben werden. 1948 fand man sie im Hamburger Glockenlager wieder. Die Christusglocke wiegt 1377 kg und hat den Schlagton e‘, während die Gebetsglocke mit 952 deutlich kleiner ist und mit fis‘ klingt. Die Taufglocke wiegt 793 kg (Schlagton gis‘), gefolgt von der kleinsten Glocke, der Friedensglocke, mit dem Schlagton h‘ und einem Gewicht von 467 kg. Alle Glocken bis auf Glocke 2 wurden 1994 von der Glockengießerei Rincker in Sinn gegossen.

## Nutzung
Die Kirche wird heute von der evangelischen Gemeinde St. Marien genutzt und gehört zur Propstei Pasewalk im Pommerschen Evangelischen Kirchenkreis der Evangelisch-Lutherischen Kirche in Norddeutschland.
Regelmäßig finden hier oder in Nikolaikirche auch Konzerte durch die Kantorei Pasewalk und dem Orchester für Alte Musik Vorpommern statt.